# Powiat Veresegyház
Powiat Veresegyház (węg. Veresegyházi kistérség) – jeden z piętnastu powiatów komitatu Pest na Węgrzech. Jego powierzchnia wynosi 159,79 km². W 2009 liczył 36 793 mieszkańców (gęstość zaludnienia 230 os./1 km²). Siedzibą władz jest miasto Veresegyház.

## Miejscowości powiatu Veresegyház
- Csomád
- Erdőkertes
- Galgamácsa
- Őrbottyán
- Vácegres
- Váckisújfalu
- Vácrátót
- Veresegyház